# جون ارين
جون ارين (8 فبراير 1873 في جنوب أفريقيا - 12 ديسمبر 1900 في زيمبابوي) (بالإنجليزية: John Warren )‏ هو لاعب كريكت جنوب أفريقي.

## وصلات خارجية
- جون ارين على موقع إي آس بي آن كريك إنفو (الإنجليزية)